# Gisenyi (periodiskt vattendrag i Burundi, Makamba)
Gisenyi är ett periodiskt vattendrag i Burundi.   Det ligger i provinsen Makamba, i den södra delen av landet, 110 kilometer söder om huvudstaden Bujumbura.
Omgivningarna runt Gisenyi är en mosaik av jordbruksmark och naturlig växtlighet. Runt Gisenyi är det ganska tätbefolkat, med 166 invånare per kvadratkilometer.